# Pietro Galeotti
Pietro Galeotti (Savona, 12 gennaio 1964) è un autore televisivo, giornalista e scrittore italiano.

## Televisione

### Anni Ottanta e Novanta
Inizia la sua carriera nel 1983 su Raiuno, a fianco del suo giovanissimo coetaneo Fabio Fazio, nella trasmissione Loretta Goggi in quiz.
Il suo sodalizio con  Fazio dura oltre trent'anni: Galeotti è infatti al suo fianco come autore fin dagli anni ottanta, durante i quali collabora alla scrittura di varietà tra cui Sponsor City (rete 4) e programmi di Rai3 come Musica a colori, L'orecchiocchio, Jeans, Jeans2, Discoestate.
Alla fine del decennio è chiamato da Bruno Voglino a collaborare al programma di Rai 3 Va' pensiero con Andrea Barbato e Oliviero Beha e successivamente è con Tatti Sanguineti e Nanni Loy tra gli autori di Prove tecniche di trasmissione di e con Piero Chiambretti.
Gli anni novanta sono quelli della maturità artistica della coppia, in cui insieme a Fazio firma una serie di successi tra cui: quattro edizioni di Diritto di replica, T'amo TV (TMC), le prime otto edizioni di Quelli che il calcio (1993-2000) di cui è anche inviato, i varietà  Anima mia (1997) con Claudio Baglioni, Sabina Ciuffini e Tommaso Labranca, Serenate (Rai2), L'ultimo valzer (Rai2), Per Atlanta sempre dritto (Rai1) e Sanremo Giovani (Rai Uno).
Fuori dalla coppia è autore del varietà di Rai3 La Piscina con Alba Parietti, Che fine ha fatto Carmen Sandiego? su Rai 2, Bruciapelo con Sandro Paternostro ed Enrico Magrelli (dove è anche conduttore) su Rai 1 e 8 mm con Alessia Marcuzzi su Italia 1.

### Anni 2000
Con l'inizio del nuovo millennio realizza la prima serata de La7, che avrebbe dovuto segnare l'esordio di Fazio sulla neonata rete. Il progetto di talk show Fab Show che sarebbe dovuto seguire fu però interrotto alla vigilia della messa in onda, a causa del repentino cambio di proprietà dell'emittente.
Nasce da quella esperienza il nuovo format Che tempo che fa, che va in onda su Rai 3 dal 13 settembre 2003. Galeotti ne è autore dalla prima ora, per dodici edizioni, sino al 12 giugno 2016, firmando quasi mille puntate e tutti gli "Speciale Che Tempo Che Fa" di quegli anni (tra gli altri quelli su: Roberto Saviano, Fabrizio De Andrè, Andrea Bocelli, Enzo Jannacci, Ivano Fossati, Giorgio Gaber, Abbado-Barenboim-Pollini). Nel 2010 è poi ideatore e autore con Fabio Fazio e Roberto Saviano del programma evento di Rai 3 in quattro puntate Vieni via con me. Con la stessa coppia, nel 2012, contribuisce a realizzare, questa volta su LA7, Quello che (non) ho.
Finisce il sodalizio con Fazio con le prime due puntate speciali di Rischiatutto nel 2016, e inizia una collaborazione con Rai 1, per cui firma numerose produzioni. È stato nel frattempo consulente per L'Arena di Massimo Giletti e ha scritto con Bianca Berlinguer il programma di approfondimento giornalistico in prima serata #Cartabianca (Rai 3), di cui realizza le prime tre stagioni. È ideatore con Massimo Recalcati del format Lessico famigliare, cui fanno seguito Lessico Amoroso e Lessico civile, tutti trasmessi da Rai3.
Ha scritto programmi per Teo Teocoli (Il Teo e Sei un mito, Canale 5), Corrado Guzzanti (Aniene, Sky Uno), Paolo Poli (E lasciatemi divertire, Rai3), Pierfrancesco Favino (#IoLeggoPerché, Rai 3), Fiorella Mannoia, Flavio Insinna (Dieci Cose), Gianrico Carofiglio (Dilemmi). Ha collaborato inoltre con Carlo Conti, Anna Marchesini, Luciano Pavarotti, Luciana Littizzetto, Francesco Paolantoni, Antonio Albanese, Maurizio Milani, Giorgio Panariello, Ilary Blasi, Claudio Baglioni, Massimo Gramellini, Michele Serra, Francesco Piccolo, Neri Marcorè, Gabriele Corsi, Geppi Cucciari, Fabio Rovazzi, Pippo Baudo, Claudio Bisio, Virginia Raffaele, Enrico Ruggeri, Camila Raznovich.
Nel corso della sua carriera è stato per diverse edizioni, in totale sette, autore del Festival di Sanremo (edizioni del 1999, 2000, 2006, 2013, 2014, 2018, 2019).

## Editoria
Parallelamente alla carriera televisiva, Galeotti si dedica nel corso degli anni alla scrittura di alcune opere. Nel 1995 è autore de Il calcio visto da Giove, edito da Comix, mentre due anni più tardi partecipa al libro collettivo Anima Tour, edito da Mondadori.
Nel 2021 è autore de La Riunione, edito da Feltrinelli, con cui, l'anno successivo, partecipa alla cinquantesima edizione del Premio Satira Politica Forte dei Marmi, vincendo il Premio Satira per il libro. 
Dal 1º maggio 2016 a giugno 2018 è direttore della storica rivista Linus.

## Filmografia
Nel 2009 Galeotti è autore del soggetto del film comico L'ultimo crodino, ispirato alla vicenda del trafugamento della salma del banchiere Enrico Cuccia.

## Programmi televisivi
- L'Orecchiocchio (Rai 3, TMC, 1982-1986)
- Loretta Goggi in quiz (Rai 1, 1983-1985)
- Sponsor City (Rete 4, 1984)
- Jeans (Rai 3, 1986-1988)
- Va' pensiero (Rai 3, 1987-1989)
- Prove tecniche di trasmissione (Rai 3, 1989)
- La Piscina (Rai 3, 1991)
- Diritto di replica (Rai 3, 1991-1995)
- T'amo TV (TMC, 1992)
- A tutto Disney (Canale 5, 1993-1994)
- Che fine ha fatto Carmen Sandiego? (Rai 1, 1993-1995)
- Quelli che il calcio (1993-2000)
- Senza fissa dimora (TMC, 1994)
- Bruciapelo (Rai 1, 1994)
- 8 mm (Italia 1, 1995-1998)
- Per Atlanta sempre dritto (Rai 1, 1996)
- Anima mia (Rai 2, 1997)
- Serenate (Rai 2, 1998)
- L'ultimo valzer (Rai 2, 1999)
- Festival di Sanremo (Rai 1, 1999-2000, 2006, 2013-2014, 2018-2019)
- DopoFestival (Rai 1, 1999-2000)
- Serata inaugurale La7 (LA7, 2001)
- Che tempo che fa (Rai 3, 2003-2016)
- Il Teo - Sono tornato normale (Canale 5, 2004)
- Sei un mito (Canale 5, 2005)
- Colpo di Genio (Rai 1, 2007)
- Fabrizio 2009 (Rai 3, 2009)
- Vieni via con me (Rai 3, 2010)
- Aniene (Sky Uno, 2011)
- Quello che (non) ho (LA7, 2012)
- Che tempo che fa del lunedì (Rai 3, 2012)
- E lasciatemi divertire (Rai 3, 2015)
- #IoLeggoPerché (Rai 3, 2015)
- Che fuori tempo che fa (Rai 3, 2015)
- Quasi quasi.... Rischiatutto: Prova pulsante (Rai 3, 2016)
- Rischiatutto (Rai 1, 2016)
- Zucchero - Partigiano Reggiano (Rai 1, 2016)
- Viva Mogol (Rai 1, 2016)
- L'arena (Rai 1, 2016)
- Dieci cose (Rai 1, 2016)
- Ligabue, Italia (Rai 1, 2016)
- Avrai (Rai 1, 2016)
- #cartabianca (Rai 3, 2017-2019)
- Un, due, tre... Fiorella! (Rai 1, 2017)
- Lessico famigliare (Rai 3, 2018)
- Ecco Sanremo Giovani (Rai 1, 2018)
- Sanremo Giovani 2018 (Rai 1, 2018)
- Ogni cosa è illuminata (Rai 3, 2018-2020)
- Lessico amoroso (Rai 3, 2019)
- Una storia da cantare (Rai 1, 2019-2020)
- Lessico civile (Rai 3, 2020)
- La musica che gira intorno (Rai 1, 2021)
- Ligabue - È andata così (RaiPlay, 2021)
- La versione di Fiorella (Rai 3, 2021-2022)
- Uà - Uomo di varie età (Canale 5, 2021)
- Belve (Rai 2, 2022)
- DallArenaLucio (Rai 1, 2022)
- Dilemmi (Rai 3, dal 2022)
- Una scatola al giorno (Rai 2, 2022)
- Splendida cornice (Rai 3, dal 2023)
- Inchieste da fermo (La7, 2023)
- Pour parler (Rai 2, 2023)